# Oxymeris chlorata
Oxymeris chlorata é uma espécie de gastrópode do gênero Oxymeris, pertencente a família Terebridae.